# Neosharpiella aztecorum
Neosharpiella aztecorum là một loài Rêu trong họ Gigaspermaceae. Loài này được H. Rob. & Delgad. mô tả khoa học đầu tiên năm 1973.